# Élections législatives de 2010 au Haut-Karabagh
Les élections législatives de 2010 au Haut-Karabagh ont eu lieu le 23 mai 2010 afin de renouveler, pour un mandat de cinq ans, les 33 membres de l'Assemblée nationale du Haut-Karabagh, une république sécessionniste de l'Azerbaïdjan non reconnue par la majorité de la communauté internationale.

## Contexte
Le Haut-Karabagh est une république du Caucase ayant déclaré son indépendance de l'Azerbaïdjan en 1991 à la suite de la guerre du Haut-Karabagh et d'un référendum unilatéral d'autodétermination en 2017. Le pays n'est pas reconnu par la communauté internationale, à l'exception de l'Arménie voisine.

## Système électoral
L'Assemblée nationale est composée de 33 députés élus pour un mandat de cinq ans. Les sièges sont pourvus selon un mode de scrutin mixte dont 16 sièges sont élus au scrutin uninominal majoritaire à un tour dans autant de circonscriptions électorales, et les 17 sièges restants le sont au scrutin proportionnel plurinominal entre les listes de candidats ayant remporté au moins 6 % des suffrages exprimés au niveau national pour les partis, et 8 % pour les coalitions de partis.

## Résultats
|                           |                                       |                           |                 |                 |                 |                  |                  |                  |       |               |
| Partis                    | Partis                                | Partis                    | Proportionnelle | Proportionnelle | Proportionnelle | Circonscriptions | Circonscriptions | Circonscriptions | Total | +/-           |
| Partis                    | Partis                                | Partis                    | Voix            | %               | Sièges          | Voix             | %                | Sièges           | Total | +/-           |
|                           | Mère patrie libre                     | AHK                       | 29 252          | 46,39           | 8               |                  |                  | 6                | 14    | 4             |
|                           | Parti démocrate                       | DPA                       | 18 017          | 28,58           | 5               |                  |                  | 1                | 6     | 4             |
|                           | Fédération révolutionnaire arménienne | FRA                       | 12 725          | 20,18           | 4               |                  |                  | 2                | 6     | 3             |
|                           | Parti communiste de l'Artsakh         | AKK                       | 3 057           | 4,85            | 0               |                  |                  | 0                | 0     | en stagnation |
|                           | Indépendants                          | Indépendants              |                 |                 |                 |                  |                  | 7                | 7     | 1             |
|                           |                                       |                           |                 |                 |                 |                  |                  |                  |       |               |
| Votes valides             | Votes valides                         | Votes valides             | 63 051          | 94,43           |                 | 60 454           | 93,98            |                  |       |               |
| Votes blancs et invalides | Votes blancs et invalides             | Votes blancs et invalides | 3 720           | 5,57            | 3 875           | 6,02             |                  |                  |       |               |
| Total                     | Total                                 | Total                     | 66 771          | 100             | 17              | 64 329           | 100              | 16               | 33    | en stagnation |
| Abstentions               | Abstentions                           | Abstentions               | 31 747          | 32,22           |                 | 31 537           | 32,90            |                  |       |               |
| Inscrits / participation  | Inscrits / participation              | Inscrits / participation  | 98 518          | 67,78           | 95 866          | 67,10            |                  |                  |       |               |